# John Clinton, 5. Baron Clinton
John Clinton, 5. Baron Clinton (* 1410; † 24. September 1464) war ein englischer Adliger.

## Leben
John Clinton war ein englischer Adliger und Soldat, der im Hundertjährigen Krieg und in den Rosenkriegen kämpfte. Er war der Sohn von William de Clinton, 4. Baron Clinton. Zunächst stand John Clinton loyal zum Haus Lancaster und König Heinrich VI., unter dem er vier Mal ins Parlament berufen wurde.
Er wurde vom König nach Frankreich entsandt und diente unter Richard Plantagenet, 3. Duke of York von 1439 bis 1441 im englischen Heer. Er war dort Kommandeur der Garnison in Pontoise. Im Jahr 1441 fiel die Garnison, und Baron Clinton ging für sechs Jahre in Gefangenschaft, bis er durch eine Zahlung von 1.000 Mark frei kam.
Ende 1459 vollzog sich ein Wandel, und John Clinton wandte sich dem Haus York zu. Er wurde hierfür zur Rechenschaft gezogen, verlor 1460 alle seine Rechte Bill of Attainder, seine Besitztümer wurden beschlagnahmt und fielen unter anderem Owen Tudor zu.
Im Oktober 1459 (Schlacht von Ludlow) und im Juli 1460 (Schlacht von Northampton) kämpfte er auf der Seite der Yorks, zusammen mit den Truppen von Richard Neville, 16. Earl of Warwick. Bei dem entscheidenden Sieg des Hauses York in der Schlacht von Towton kämpfte Baron Clinton an der Seite von Edward, Earl of March, dem späteren Eduard IV.
Laut vereinzelten Quellen kämpfte Baron Clinton schon 1455 bei der Ersten Schlacht von St Albans auf der Seite von York.
Nach der Krönung Eduards IV. 1461 wurde John Clinton voll rehabilitiert und erhielt zusammen mit William Neville, 1. Earl of Kent und John Howard, 1. Duke of Norfolk den Titel Keeper of the seas. Sie segelten im Anschluss mit einer Armee von 10.000 Mann in die Bretagne, wo sie die Stadt Conquet eroberten.
Im Jahr 1463 begleitete John Clinton den König auf einem Feldzug in den Norden, wo er zeitweise an den Belagerungen von Bamburgh Castle, Dunstanburgh Castle und Alnwick Castle teilnahm.
Bis zu seinem Tod wurde er von Eduard IV. zweimal ins Parlament berufen.
John Clinton, 5. Baron Clinton starb am 24. September 1464.

## Ehen und Nachkommen
In erster Ehe war er mit Joan Ferrers, der einzigen Tochter von Edmund Ferrers, 6. Baron Ferrers of Chartley verheiratet. Mit ihr hatte er einen Sohn und Erben John Clinton, 6. Baron Clinton, der Elizabeth Fiennes, die Tochter des Richard Fiennes, 7. Baron Dacre heiratete. Nach dem Tod seiner ersten Gattin heiratete er in zweiter Ehe die zweifache Witwe Margaret St. Leger. Diese Ehe blieb kinderlos.